# 신지혜 (아나운서)
신지혜는 대한민국 CBS의 前 아나운서, 작가이다.

## 경력
- 2011년 6월 : 제13회 서울국제청소년영화제 심사위원
- 제천국제음악영화제 집행위원
- 기독교영화제 집행위원

## 입사/퇴사
- 1994년 1월 ~ 2023년 11월 : CBS 아나운서

## 진행 및 출연 프로그램

### 과거
- CBS 표준FM - 《맛있는 교회사 이야기》
- CBS 표준FM - 오늘의 세계
- CBS 표준FM - 크리스천 매거진 리포트 코너
- CBS 표준FM - CBS 저녁종합뉴스
- CBS 음악FM - 시네마천국 진행
- CBS 표준FM - CBS 아침종합뉴스
- CBS 표준FM - 통일로 가는 길 진행
- CBS 음악FM - FM매거진 중‘영화산책’ 코너
- CBS 표준FM - CBS 아침종합뉴스
- CBS 표준FM - 새 아침입니다
- CBS 표준FM - CBS게시판
- CBS 표준FM - CBS 뉴스
- CBS 음악FM - 신지혜의 영화음악 (1998년 12월 15일 ~ 2014년 3월 15일/2014년 9월 22일 ~ 2023년 10월 31일)

## 수상
- 2006년 : 한국아나운서연합회 대상
- 2006년 : 제33회 한국방송대상 아나운서 부문 올해의 방송인

## 영화
- 2006년 《호로비츠를 위하여》 ... 클래식 라디오 DJ 역
- 2007년 《파란 자전거》 ... 라디오 DJ 역
- 2010년 《계몽영화》 ... 아나운서(라디오 음성) 역
- 2012년 《강철대오: 구국의 철가방》 ... 한국앵커 역

## 공연
- 신지혜의 시네마 뮤직
- L Concert 헐리우드 온 에어

## 저서
- 2004년 5월 8일 : 마음으로 여는 세상
- 2009년 4월 27일 : 시네마 레터
- 2009년 8월 5일 : 도모하는 힘
- 2012년 3월 22일 : 땡큐 포 더 무비
- 2012년 5월 28일 : 무비꼴라쥬 시네마톡
- 2013년 10월 3일 : 그 영화 같이 볼래요?
- 2018년 12월 3일 : 세 도시 이야기
- 2024년 1월 25일 : 친근한 것의 반란